# Samuel McBride

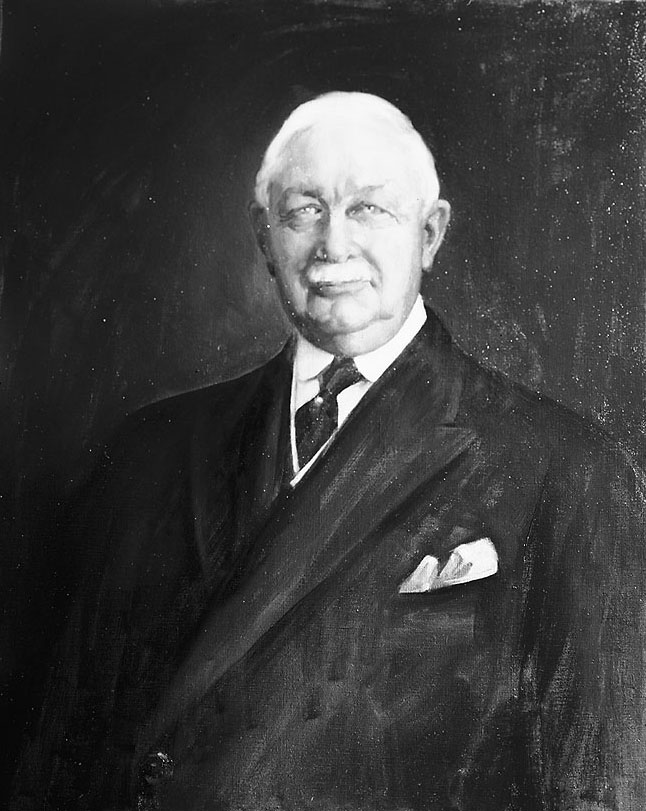
Samuel McBride

Samuel McBride (* 13. Juli 1866 in Toronto, Ontario; † 10. November 1936 in Toronto, Ontario) hatte als 41. Bürgermeister von Toronto zwei Amtsperioden. Die erste dauerte von 1928 bis 1929, die zweite war 1936.
Samuel McBride wurde als Sohn irischer Immigranten in Toronto geboren. Mit 13 Jahren verließ er die Schule und begann als Zeitungsausträger zu arbeiten. 1885 lernte er bei der Firma Hutchinson and Burns das Geschäft der Kutschenbemalung kennen. Später gründete er seine eigene Bauholzfirma. 1905 wurde McBride zum Stadtrat gewählt und blieb dies bis 1916. Zwischen 1918 und 1919 sowie 1926 war er im Kontrollausschuss. Für die Zeit von 1924 bis 1925 wurde er ein weiteres Mal in den Stadtrat gewählt. Seine erste Amtszeit als Bürgermeister hatte er von Januar 1928 bis Januar 1930, danach war er von 1932 bis 1935 ein zweites Mal Mitglied des Kontrollausschusses. 1936 wurde er zum zweiten Mal als Bürgermeister gewählt. Während seiner Amtszeit verfocht er eine Reihe umstrittener Positionen, wie beispielsweise das Frauenwahlrecht. Er half beim Aufbau der Toronto Transit Commission mit und beaufsichtigte die ersten Planungen der Waterfront. McBride starb mit 70 Jahren während seiner zweiten Amtszeit in seinem Arbeitszimmer.